# Gutshof Gailenbach

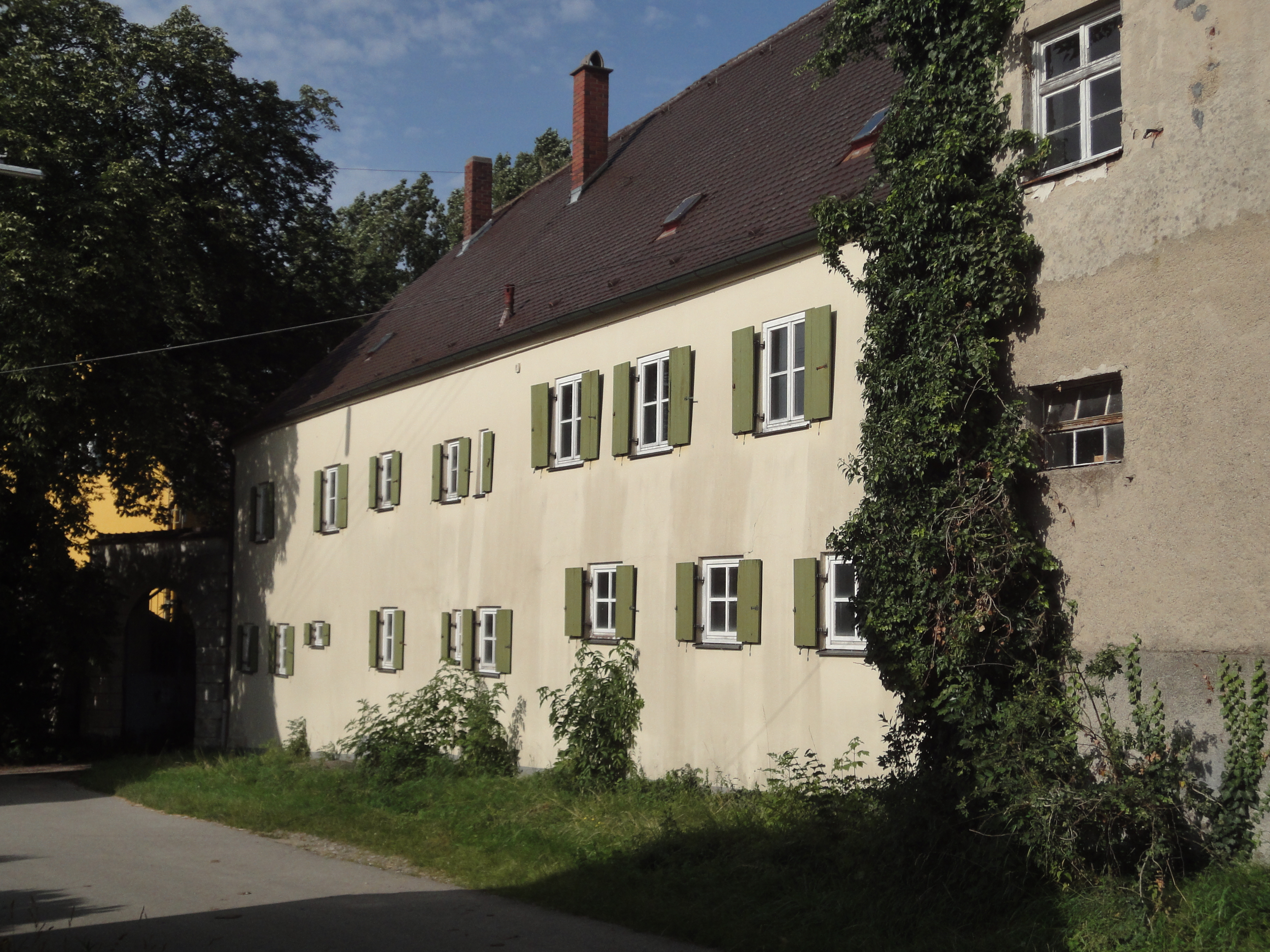
Der Gutshof Gailenbach

Der Gutshof Gailenbach in Edenbergen im Landkreis Augsburg (Bayern) stammt aus dem 17. Jahrhundert und steht unter Denkmalschutz.

## Geschichte
Zacharias Geizkofler, ein Augsburger Patrizier und von 1597 bis zu seinem Tode im Jahre 1617 Reichspfennigmeister des Heiligen Römischen Reichs, erbaute in dem schon 1283 erstmals urkundlich erwähnten Weiler Gailenbach um 1592/1602 ein kleines Schloss. Noch im selben Jahrhundert wurde das Schlossgebäude um den Gutshof erweitert, ein genaues Jahr ist für den Bau nicht überliefert.
Schloss und Gutshof blieben – mit einer kurzen Unterbrechung im 19. Jahrhundert, als das protestantische Institut St. Anna aus Augsburg 1838 den Besitz erbte, dann aber wieder verkaufte – im Besitze Augsburger Patrizierfamilien. 1927 übernahm die Augsburger Kongregation der Franziskanerinnen von Maria Stern den Gutshof, der aber Anfang der 1980er-Jahre aufgegeben wurde. Der Gutshof befindet sich heute wie auch das Schloss in Privatbesitz.

## Architektur
Der Gutshof Gailenbach besteht aus einer dreiflügeligen Anlage: Das Wohnhaus, ein zweigeschossiger Satteldachbau mit Giebelgesimsen, stammt im Kern wohl aus dem 17. Jahrhundert und wurde im 18. Jahrhundert verändert. Beim Wirtschaftsgebäude und dem anschließenden Nordflügel handelt es sich ebenfalls um Satteldachgebäude, die im Kern aus dem 17. Jahrhundert stammen und später verändert wurden. Der Gutshof und das Schloss sind im Westen durch ein mit einer Putzbosse verziertes Rundbogentor verbunden.
Südöstlich des Gutshofes befindet sich die als Naturdenkmal eingetragene Linde am Schlossgut Gailenbach.